# Madeleine Stroele
Madeleine Stroele (* 28. Januar 1913 in Neuenburg; heimatberechtigt ebenda; † 13. Oktober 1989 ebenda) war in der Frauenarbeit im Schweizer Kanton Neuenburg aktiv.
Madeleine Stroele war Tochter des Astronomen Louis Hermann Stroele und der Alice Henriette geborene Werner. Sie studierte von 1932 bis 1936 Theologie in Neuenburg. Obwohl sie ledig blieb («Zölibatsklausel»), konnte sie als Frau nicht ordiniert werden.
Stroele arbeitete von 1945 bis 1954 beim Schweizerischen Evangelischen Kirchenbund in Genf. Anschliessend war sie bis 1967 für den Neuenburger Synodalrat und die Kirchenzeitung La vie protestante tätig. Stroele setzte sich für die evangelische Frauen- sowie Mädchenarbeit ein und machte aus dem Lager- und Kurszentrum des Christlichen Vereins Junger Frauen (CVJF) in Vaumarcus einen Treffpunkt mit grosser Beliebtheit.

## Belege
1. 1 2  Doris Brodbeck: Madeleine Stroele. In: Historisches Lexikon der Schweiz.  2. Juli 2012, abgerufen am 7. Januar 2025.

| Personendaten    | Personendaten        |
| ---------------- | -------------------- |
| NAME             | Stroele, Madeleine   |
| KURZBESCHREIBUNG | Schweizer Aktivistin |
| GEBURTSDATUM     | 28. Januar 1913      |
| GEBURTSORT       | Neuenburg, Schweiz   |
| STERBEDATUM      | 13. Oktober 1989     |
| STERBEORT        | Neuenburg, Schweiz   |